# Football Club de Sète 34
Football Club de Sète 34 (ou apenas FC Sète) foi um clube de futebol francês da cidade de Sète, na província de Languedoque-Rossilhão, fundado em 1914. O clube tem dois títulos do Campeonato Francês.

## História
Presidido por Émile Anfosso, manda seus jogos no Stade Louis Michel, com capacidade para 8 mil torcedores. Seus principais feitos foram na década de 1930, quando conquistou a Copa da França por duas vezes (1930 e 1934) e o Campeonato Francês também por duas vezes (1934 e 1939).
Hoje o clube vive em efeito gangorra entre a 3° e a 4° divisão  da França.
O clube enfrentou problemas financeiros novamente durante a temporada 2022-23, sendo colocado em concordata em abril de 2023 após uma aquisição fracassada e uma dívida estimada no final do ano em € 700.000. Colocada em liquidação judicial em 6 de julho de 2023, a Federação Francesa de Futebol recusou permissão para a nova organização continuar com o nome FC Sète, e uma nova associação, o Sporting Club Sétois, foi formada.